# Arthur George Murchison Fletcher
Sir Arthur George Murchison Fletcher, KCMG, CBE (* 1878; † 1954) war ein britischer Kolonialgouverneur.
Als Gouverneur repräsentierte er den Britischen Monarchen vom 22. November 1929 bis zum 28. November 1936 in der Kolonie Fidschi in Verbindung mit dem Amt des Hochkommissars der Westpazifik-Territorien sowie vom 17. September 1936 bis 1938 in Trinidad und Tobago. Fletcher motivierte die trinidadische Arbeiterschaft, sich in Gewerkschaften zu organisieren. Seine Unterstützung für den Arbeiterführer Uriah Butler führte zu seiner Absetzung als Gouverneur.
1929 wurde er zum Knight Bachelor und 1930 zum Knight Commander des Order of St. Michael and St. George geschlagen.